# Ligyromyia columbiana
Ligyromyia columbiana är en tvåvingeart som beskrevs av Kertesz 1916. Ligyromyia columbiana ingår i släktet Ligyromyia och familjen vapenflugor. Inga underarter finns listade i Catalogue of Life.